# Polo (Illinois)
Pour les articles homonymes, voir Polo (homonymie).
Polo est une ville du comté d'Ogle en Illinois aux États-Unis.  Elle est incorporée le 23 octobre 1879,. Lors du recensement de 2010, la ville comptait une population de 2 355 habitants. La ville est baptisée en référence à Marco Polo.

## Source de la traduction
- (en) Cet article est partiellement ou en totalité issu de l’article de Wikipédia en anglais intitulé « Polo, Illinois » (voir la liste des auteurs).